# The Cooler
The Cooler è un film del 2003 diretto da Wayne Kramer.

## Trama
Il film è incentrato sulla controversa figura di Bernie Lootz, un Cooler, assoldato in un grosso casinò americano. Il Cooler ha una funzione fondamentale: cercare di far perdere i clienti dello stesso casinò per dare profitto al proprietario di quest'ultimo e soprattutto non far perdere ai giocatori più del necessario. Bernie troverà l'amore in una cameriera, che gli darà una grande fortuna. Ciò desterà quindi problemi al casinò.

## Produzione
Il film è stato prodotto principalmente dalla ContentFilm con il supporto di altre 6 case cinematografiche: Pierce/Williams Entertainment, Furst Films, Gryphon Films, Dog Pond Productions, Visionbox Pictures, e Zero Gravity Management. Gli effetti speciali sono stati creati dalla Amalgamated Pixels, mentre la Commotion Records ha eseguito la colonna sonora. Le scene sono state girate completamente nel Nevada, in particolare a Las Vegas e a Reno. Il budget ammonta a circa $ 3.200.000.

## Distribuzione
Il film è stato distribuito in diversi stati con titoli e date differenti:
- USA 17 gennaio 2003 The Cooler
- Francia 15 maggio 2003 Lady Chance
- Germania 26 luglio 2003 The Cooler - Alles auf Liebe
- Grecia 14 settembre 2003 O Γκαντέμης
- Spagna 30 ottobre 2003 The Cooler
- Portogallo 4 marzo 2004 Má Sorte
- Russia 18 giugno 2004 Тормоз
- Messico 11 marzo 2005 Golpe de suerte

### Divieto
La pellicola è stata vietata ai minori di 15 anni in Australia, Finlandia, Irlanda, Norvegia, Svezia e Regno Unito; ai minori di 16 anni in Argentina, Germania, Paesi Bassi, Nuova Zelanda, Portogallo e Svizzera. È stata invece vietata ai minori di 18 anni in Canada, Singapore e Corea del Sud.

## Accoglienza
Il film nel primo week-end di apertura ha guadagnato $ 128.973 in patria, £ 151.514 nel Regno Unito, e €9.643 nei Paesi Bassi. In tutto guadagna $ 8.291.572 negli States e $2.173.216 all'estero, per un totale di $ 10.464.788.

## Riconoscimenti
- Premio Oscar 2004
  - Nomination Miglior attore non protagonista per Alec Baldwin
- Golden Globe 2004
  - Nomination Miglior attore non protagonista per Alec Baldwin
  - Nomination Migliore attrice non protagonista per Maria Bello
- Screen Actors Guild Awards 2004
  - Nomination Miglior attore non protagonista per Alec Baldwin
  - Nomination Migliore attrice non protagonista per Maria Bello
- Boston Society of Film Critics 2003
  - Nomination Miglior attore non protagonista per Alec Baldwin
- Critics' Choice Movie Award 2004
  - Nomination Miglior attore non protagonista per Alec Baldwin
- Artios Award 2004
  - Nomination Miglior casting per un film per Amanda Mackey, Cathy Sandrich e Wendy Weidman
- Chicago Film Critics Association 2004
  - Nomination Miglior attore non protagonista per Alec Baldwin
- Cognac Festival du Film Policier 2004
  - Premio speciale della giuria per Wayne Kramer
- Dallas-Fort Worth Film Critics Association 2004 
  - Miglior attore non protagonista per Alec Baldwin
- Deauville Film Festival 2003
  - Nomination Grand Special Prize per Wayne Kramer
- Satellite Award 2008
  - Miglior attrice non protagonista in un film drammatico per Maria Bello
  - Nomination Miglior attore in un film drammatico per William H. Macy
  - Nomination Miglior attore non protagonista in un film drammatico Alec Baldwin
  - Nomination Miglior sceneggiatura originale Frank Hannah e Wayne Kramer
- Sundance Film Festival 2003
  - Nomination Grand Jury Prize per Wayne Kramer